# Риба (їжа)

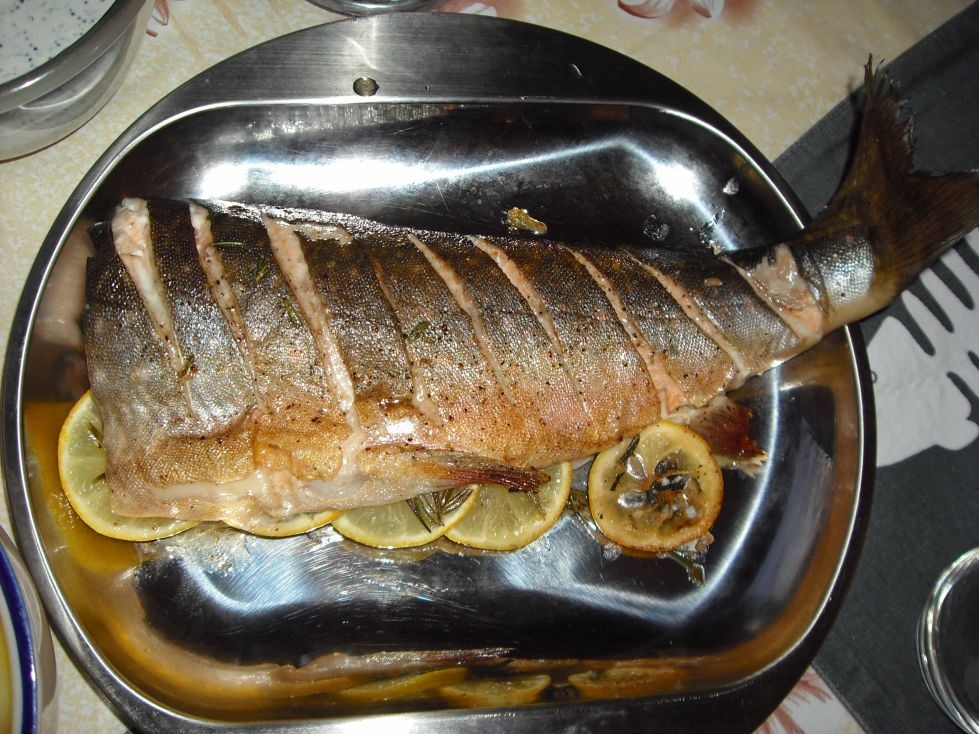
Голець, запечений з лимоном

Риба — м'ясо риб, а також страва, приготовлена з м'яса цієї тварини.

## Склад
Риба в основному складається з води (53–89 %), білків (7–23 %) і жирів (2–34 %). За вмістом білку риба не поступається м'ясу, а деякі її види навіть перевершують м'ясо. Жири, що входять до складу риби, і основу яких — до 86 % — складають ненасичені кислоти, легше засвоюються організмом. Крім того, риба містить багато вітамінів (включно з A, D, E у риб'ячому жирі), мікро і макроелементів.
Склад риби визначається її породою, статтю, віком, періодом життєвого циклу, фізіологічним станом і тією частиною риби, яка піддається аналізу. Наприклад, жири концентруються в печінці та інших внутрішніх органах, голові, під шкірою, в кістках, між м'язів. Окремою характеристикою є наявність кісток у міжм'язовому просторі, яка може для різних риб варіюватися від відсутності до кількості, що вимагає особливої кулінарної обробки.

## Класифікація
За місцем проживання промислова риба ділиться на прісноводну (прохідну) і морську. При цьому розрізняються три кольори рибного м'яса: білий (біла риба), червоний або рожевий (червона риба) і бурий. За смаковими якостями м'ясо прісноводних і прохідних риб вважається більш цінним, ніж морських, хоча склад останніх відрізняється більшою збалансованістю.
За жирністю риба ділиться на худу (вміст жиру до 2 %), середньої жирності (від 2 до 8 %), жирну (від 8 до 15 %) й особливо жирну (понад 15 %).

## Рибна промисловість
До кінця XX століття основним джерелом риби був рибний промисел, проте останнім часом набирає популярності штучне розведення й утримання риби. Виробництво риби на рибних фермах у 2013 році перевершило виробництво яловичини.

## Вживання риби в піст
Під час Великого посту — найдовшого й найсуворішого з усіх православних постів — вірянам необхідно відмовитися від вживання всіх продуктів тваринного походження, включно з рибою. Виняток становлять Благовіщення і Вербна неділя, коли вживання риби і морепродуктів є допустимим.